# Melinoessa molybdauges
Timana molybdauges là một loài bướm đêm trong họ Geometridae.